# Rejon ordżonikidzewski
Rejon ordżonikidzewski (ros. Орджоникидзевский район) - jeden z 8 rejonów w Chakasji. Stolicą rejonu jest Kopjewo.
4 839 osób to ludność miejska a 10 594 osoby to ludność wiejska.
Część rejonu zajmuje Rezerwat Chakaski.